# Caninae
Caninae – podrodzina ssaków drapieżnych z rodziny psowatych (Canidae), w skład której wchodzą wszystkie żyjące współcześnie gatunki. 

## Rozmieszczenie geograficzne
Psowate występują na wszystkich kontynentach z wyjątkiem Antarktydy (nie dotyczy udomowionego gatunku – psa domowego)

## Podział systematyczny
Do podrodziny należą następujące plemiona:
- Incertae sedis
  - Urocyon S.F. Baird, 1857 – urocjon
- Vulpini S.F. Baird, 1857
- Canini G. Fischer, 1817

Wymarłe taksony bazalne:
- Leptocyon Matthew, 1918[7]
- Metalopex Tedford & Wang Xiaoming, 2008[8]